# Ubaldesco Baldi
Pour les articles homonymes, voir Baldi.
Ubaldesco Baldi, né le 13 juillet 1944 à Serravalle Pistoiese et mort le 13 juin 1991, est un tireur sportif italien des années 1970.

## Palmarès
Ubaldesco Baldi remporte la médaille de bronze aux Jeux olympiques d'été de 1976 à Montréal à la fosse olympique, avec 189 points.